# Mysidopsis similis
Mysidopsis similis is een aasgarnalensoort uit de familie van de Mysidae. De wetenschappelijke naam van de soort is voor het eerst geldig gepubliceerd in 1912 door Zimmer.